# Luigi Pirandello
Luigi Pirandello (n. 28 iunie 1867, Agrigento, Sicilia, Regatul Italiei – d. 10 decembrie 1936, Roma, Regatul Italiei) a fost un dramaturg, romancier, poet și eseist italian, laureat al Premiului Nobel pentru Literatură pe anul 1934.

## Motivația Juriului Nobel
„pentru îndrăzneața și ingenioasa renaștere a artei dramatice și scenice”.

## Biografie
S-a născut în 1867 în Sicilia, la Girgenti (azi Agrigento) într-o familie înstărită. Tatăl, antreprenor al unor mine de sulf – luptase în armata lui Garibaldi și se căsătorise în 1863 cu Caterina Ricci–Gramitto, sora unui camarad de arme –, și-ar fi dorit ca fiul să intre în afaceri, dar Luigi e atras de literatură, după absolvirea cursului liceal își începe studiile universitare la Facultatea de litere a Universității din Palermo, de unde se transferă la Universitatea din  Roma (1888) pentru ca din 1889 să-și continue studiile în Germania, la Bonn, susținându-și în limba germană teza de licență cu un subiect de dialectologie italiană (1891). 
În 1889 publică la Palermo, prima culegere de versuri, Mal giocondo (Veselul întristat). 
În Germania traduce în italiană Elegiile romane ale lui Goethe și compune Elegiile renane. 

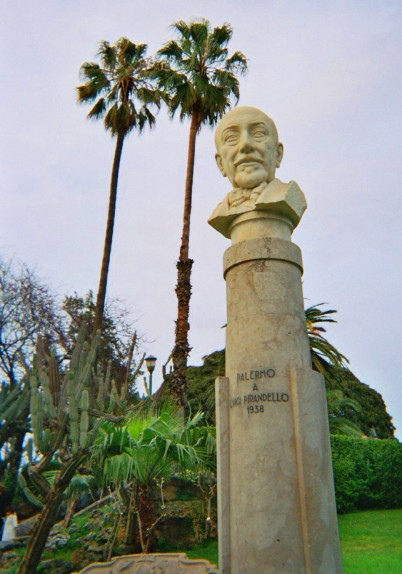
Bustul lui Luigi Pirandello într-un parc public din Palermo

În 1892 se întoarce în Italia și din 1893 se stabilește la Roma, an în care scrie primul roman, L'esclusa (Exclusa) ce va fi tipărit abia în 1908.În 1894 publică primul volum de nuvele Amori senza amore (Iubiri fără iubire). 
Tot în 1894 se căsătorește  cu Maria Antonietta Postulano, fiica unui asociat al tatălui său, cu care va avea trei copii. Colaborează la numeroase publicații italiene cu articole critice, nuvele. Lucrează din 1897 ca profesor.
În 1898 fondează revista literară Ariel, unde publică prima sa piesă de teatru, L'epilogo (Epilogul). 
Accidentul produs în 1903 la mina de sulf a tatălui său declanșează un șir de nenorociri în viața scriitorului: soția lui suferă o pareză care va lăsa grave sechele psihice (în 1919 va fi internata într-un ospiciu), situația financiară devine precară, ajunge în pragul sinuciderii. 
În 1908 este profesor definitiv cu activitate didactică până în 1922, când se retrage. 
Romanul Raposatul Mattia Pascal (1904) îi aduce un oarecare succes – e tradus în germană –, publică eseuri (Artă și știintă, Umorismul), iar piesele scrise încep să-l facă cunoscut. Anii '20 sunt anii veritabilei lui afirmări internaționale. 
În 1923 fondează "Teatro d'Arte di Roma", e invitat in America, unde Teatrul "Fulton" din New York se va numi vreme de trei luni "Pirandello's Theatre", face turnee în Anglia, Franța și Germania, apoi, în 1927, ajunge în Argentina și Brazilia. După carțile lui se fac filme – între care Așa cum mă vrei tu, cu Greta Garbo. 
În 1934 primește Premiul Nobel pentru literatură. Moare în 1936, iar familia se supune dispozițiilor sale testamentare: "Când voi muri, să nu mă îmbrăcați, înfășurați-mă într-un cearșaf. Fără flori, fără lumânare la căpătâi. Un dric sărăcăcios. Gol. Și nimeni să nu mă-nsoțească, nici rude, nici prieteni. Dricul, calul, birjarul, asta-i tot. Ardeți-mă."

## Opera

### Nuvele
- La vita nuda (Viața goală) (1910)
- Nuvele pentru un an (1922)
- Amori senza amore (Iubiri fără iubire)  (1894)
- Beffe dellamorte e della vita (Glumele morții și ale vieții), 1902
- Quand'era matto (Când eram nebun) (1902)
- Bianche e neve (Albe și negre) (1904)
- Erma bifronte (Hermes cu două capete) (1906)

### Romane
- L'esclusa (Exclusa) (1893)
- Il sciale nerro (Șalul negru)
- Il fu Mattia Pascal (Răposatul Mattia Pascal) (1904)
- I vecchi e i giovani (Bătrânii și tinerii) (1909)
- Suo marito (Bărbatul ei) (1911)
- Il turno (Rândul) (1914)
- Quaderni di Serafino Gubbio, operatore (Caietele lui Serafino Gubbio, operator de film) (1919)
- Uno, nessuno e centomila (Unul, nici unul și o sută de mii) (1924)

### Piese de teatru
- Șase personaje în cautarea unui autor (1921)
- Henric al IV-lea (1922)
- Liola
- Lumie de Sicilia (Arome siciliene)
- Așa e (dacă vi se pare)
- Voluptatea onoarei (1917),
- Uriașii munților (piesă neterminată) (1936).